# Marino Vulcano
Marino Vulcano, o Bulcano o Bulcani (Alife, 1345 circa – Assisi, 8 agosto 1394), è stato un cardinale italiano.
Non sono molte le notizie biografiche di questo alto prelato. Sappiamo per certo che appartenne alla nobile famiglia Bulcano (o Vulcani o Bulcani) di Sorrento, patrizi napoletani del Seggio (o Sedile) di Nido per parte paterna e che, visto che nelle fonti è indicato sempre come nipote di Francesco Renzio, è ipotizzabile che la madre fosse sorella di quest'ultimo, quindi originari della cittadina di Alife, nell'Alto Casertano, dove è probabile che Marino sia venuto alla luce.

## Biografia
Dagli antichi documenti è ribadito che anch'egli, come lo zio, appartiene alla lista dei cardinali nipoti, come lo zio Francesco, parenti entrambi dell'arcivescovo Bartolomeo Prignano (futuro papa Urbano VI).
La notizia più antica che fa riferimento a questo cardinale risale al 1364. quando la regina Giovanna I di Napoli lo nomina dottore in utroque jure e, al contempo, gli conferisce l'altissima mansione di priore (o abate) della chiesa di San Nicola a Bari (molto cara alla Casa Reale angioina), annullando la nomina di un altro sacerdote, scelto dal Capitolo della Cattedrale barese.
Con tale incarico, che conserverà fino al 1395, Marino riuscì ad ottenere diversi privilegi e concessioni dalla casa regnante; anche l'arcivescovo Prignano, nei primi mesi del 1378 lo crema dapprima suo cappellano (come rilevasi dal codice 6330 della Biblioteca Apostolica Vaticana) e, nell'estate dello stesso anno, suo cubicolario, insieme alla prestigiosa nomina di "suddiacono di Sua Santità". Siamo agli inizi del periodo tristemente noto come Scisma d'Occidente e anche nel capoluogo pugliese alcuni membri del clero iniziano a simpatizzare per l'antipapa Clemente VII: tra essi vi è anche il tesoriere della basilica nicoliana (seconda carica dopo il priore) che era un certo Gorello (o Guglielmo) e che subito il Vulcano cerca di far tornare all'obbedienza romana.
Marino Vulcano, definito nelle fonti "uomo serio e fattivo", profuse tutto l'impegno possibile per evitare lo scisma nel clero pugliese ed è anche per merito di tale solerzia che fu elevato alla porpora cardinalizia durante l'ultimo concistoro tenuto da papa Urbano VI nel castello di Nocera il 17 dicembre 1384. Tuttavia, egli poté ricevere l'investitura ufficiale solo diversi mesi dopo e, precisamente, il 20 novembre 1385, insieme al titolo diaconale di Santa Maria Nuova, durante il periodo in cui il papa, con tutta la corte, si trasferì temporaneamente a Genova per allontanarsi dal clima burrascoso del Regno di Napoli.
Marino, insieme alla sua famiglia, durante la fase acuta del conflitto tra Urbano VI e la Casa Reale napoletana, rimase tra i pochi fedeli che si schierarono apertamente a favore del Prignano, anche a rischio dell'esilio; ciò gli meritò una certa influenza alla corte pontificia della quale, tuttavia, egli non approfittò quasi mai, né favorì i suoi parenti con concessioni speciali o prerogative particolari.
Egli rivestì anche l'incarico di Camerlengo del Sacro Collegio, soprattutto nel periodo di sede vacante che ci fu nel 1389, a seguito della morte di papa Prignano, dirigendo tutta l'amministrazione pontificia e preparando il conclave da cui uscì eletto, con il nome di Bonifacio IX, il suo amico e cardinale napoletano Pietro (detto Perrino) Tomacelli. Quest'ultimo confermò la carica di Camerlengo al cardinale Vulcano e ciò fu segno di profonda stima in quanto, solitamente, ad ogni nuova elezione, tale ufficio era tra i primi ad essere assegnato ad un nuovo porporato: la sua fervida attività in questo incarico è largamente documentata dalla numerosa corrispondenza (specialmente dal 1389 al 1391) sottoscritta a suo nome e conservata presso l'Archivio Segreto Vaticano.
La sua competenza si mostrò subito davvero ammirevole, anche considerando che le rendite pontificie, a causa del coesistere di due papi, erano praticamente dimezzate, in un periodo in cui, inoltre, lo Stato della Chiesa con non poche difficoltà, era attanagliato da continue lotte tra papa e antipapa per la conquista dell'Italia centrale.
Papa Tomacelli, al fine di risanare le sfortunate finanze pontificie, in questo periodo abilitò più volte il cardinal Vulcano a requisire beni ecclesiastici e a contrarre debiti: le competenze del cardinale napoletano fecero sì che fosse incaricato di poteri straordinari per coordinare la gestione di tutti gli interessi riguardanti la Camera Apostolica.
Negli anni 1392 e 1393 lo troviamo con il papa a Perugia dove egli svolse, con ampi poteri, l'incarico di amministratore apostolico, secondo i recenti trattati stipulati da quella città con la Chiesa.
E fu l'ultimo suo incarico importante: rientrato con il papa a Roma, l'8 agosto 1394 morì ad Assisi; fu sepolto nella chiesa di cui era titolare nella quale, ancora oggi, è possibile ammirare il suo splendido monumento funebre (la chiesa è oggi intitolata a Santa Francesca Romana).